# Туропин (зупинний пункт)
Туропи́н — пасажирський залізничний зупинний пункт Рівненської дирекції Львівської залізниці.
Розташований між селами Мокрець, Бобли та Туропин, Турійський район, Волинської області на лінії Ковель — Сапіжанка між станціями Овадне (10 км) та Турійськ (10 км).
Станом на лютий 2019 року щодня п'ять пар дизель-потягів прямують за напрямком Ковель-Пасажирський — Червоноград/Львів/Ізов.